# 멘젤린스크
멘젤린스크(타타르어: Минзәлә/Minzälä 민잴래, 러시아어: Мензелинск)는 타타르 공화국의 도시이다. 멘젤랴 강(카마 강의 지류)이 흐른다. 카잔에서 동쪽으로 292km 지점에 위치해 있다. 인구는 1만6,730명 (2002년); 1만5,800명 (1973년)이다.
러시아인이 49,3%, 타타르족이 46,8%를 차지한다.